# 견성군 이돈 묘역
견성군 이돈 묘역(甄城君 李惇 墓域)은 대한민국 경기도 남양주시 별내동에 있다. 2014년 9월 30일 남양주시의 향토유적 제12호로 지정되었다.

## 개요
조선 제9대 성종의 7번째 왕자인 견성군 이돈(甄城君 李惇 1482~1507)의 묘(墓)로  영양군부인 평산신씨와 합장묘이다. 묘역의 석물로는 묘표 1기와 문인석 1쌍, 상석, 혼유석, 동자석 1쌍, 망주석 1쌍이 있다. 모두 조성 당시의 석물로 원형이 잘 보존되어 있다. 봉분 앞쪽의 묘표는 원수방부(圓首方趺) 형태로, 비신의 전면에 “甄城君之墓,  永陽郡夫人申氏之墓” 라는 비문이 있다.
자는 근지(謹之)이고 본관은 전주이다. 성종과 집현전제학(集賢殿提學) 홍일동(洪逸童)의 딸인 숙의 홍씨(淑儀 洪氏) 사이에서 태어나, 9세인 성종22년(1491년)에 견성군에 봉해졌다.
중종2년(1507년) 본인의 의지와 관계없이 ‘견성군이 어질어 추대할 만하다’고 거론되었음을 이유로 전산군(全山君) 이과(李課)의 모반사건에 연루되었고, 강원도 간성에 유배되어 대신들의 극론에 의해 사사(賜死)되었으나, 사후 1년 뒤인 중종3년(1508년) 가담하지 않은 사실이 밝혀져 신원(伸寃)되었다. 시호는 경민(景愍)이다.

## 같이 보기
- 견성군

## 참고 자료
- 견성군 이돈 묘역 - 남양주시청 향토유적